# 小行星30883
小行星30883（30883 de Broglie）是一颗绕太阳运转的小行星，为主小行星带小行星。该小行星于1992年9月24日发现。

## 轨道参数
小行星30883的轨道半长轴为2.6071165 UA，离心率为0.169。